# سمكة الفيل
سمكة الفيل هي جنس في فصيلة الأسماك القنومية وتستخدم فمها الطويل المعقوف للعثور على جزيئات الطعام في الوحول والتجاويف.

## الأنواع
- سمكة الفيل اللحوية
- سمكة الفيل كليلة الفك
- سمكة الفيل طويلة اللحية
- سمكة الفيل البيترسية